# Abashiri-Quasi-Nationalpark
Der Abashiri-Quasi-Nationalpark (japanisch 網走国定公園 Abashiri Kokutei Kōen) ist ein Quasi-Nationalpark befindet sich an der Nordostküste der Inselregion Hokkaidō in Japan. Der 1958 gegründete Park erstreckt sich über eine Fläche von ca. 370 km², wobei der Großteil Wasserflächen umfasst.

## Geographie
Aufgeteilt ist der Park in mehrere Gebiete, die die folgenden nach ihrer Größe sortierten Seen umfassen:
- Saroma-See (Saromako)
- Notori-See (Notoriko)
- Abashiri-See (Abashiriko)
- Mokoto-See (Mokotoko)
- Tōfutsu-See (Tofutsuko)

Mit der IUCN-Kategorie V ist das Parkgebiet als Geschützte Landschaft/Geschütztes Marines Gebiet klassifiziert. Die Präfektur Hokkaidō ist für die Verwaltung des Parks zuständig.
Der jährliche Gesamtniederschlag im Parkgebiet ist mit 800 bis 900 mm niedrig.

## Galerie

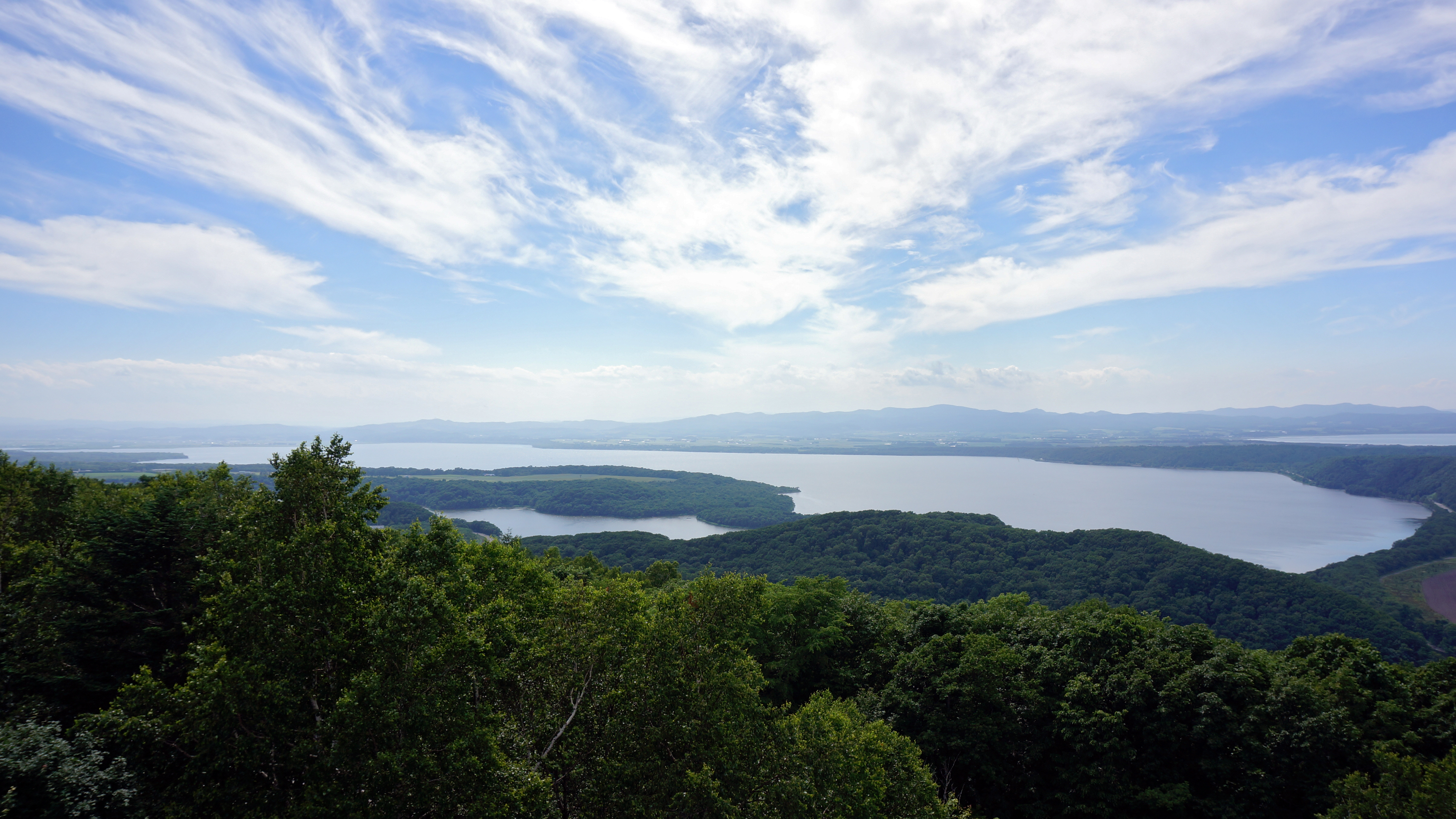
Abashiri-See
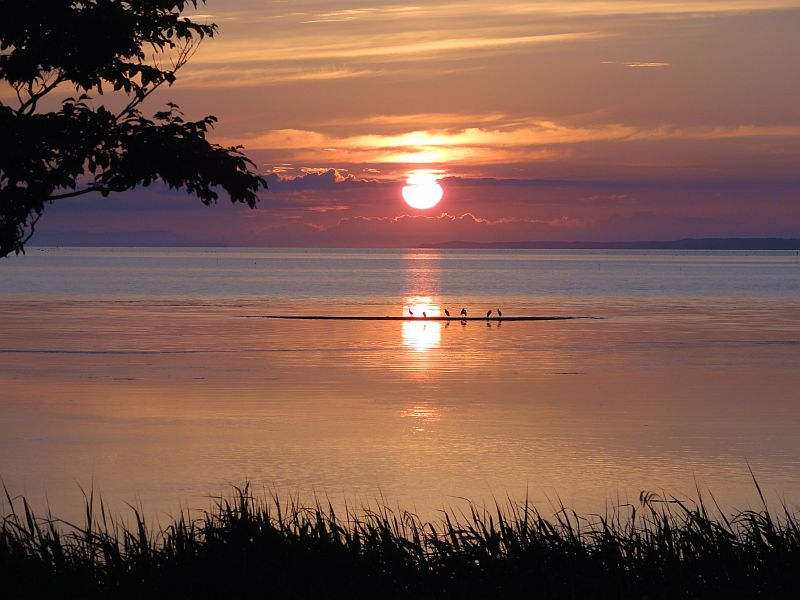
Sonnenuntergang am Saroma-See
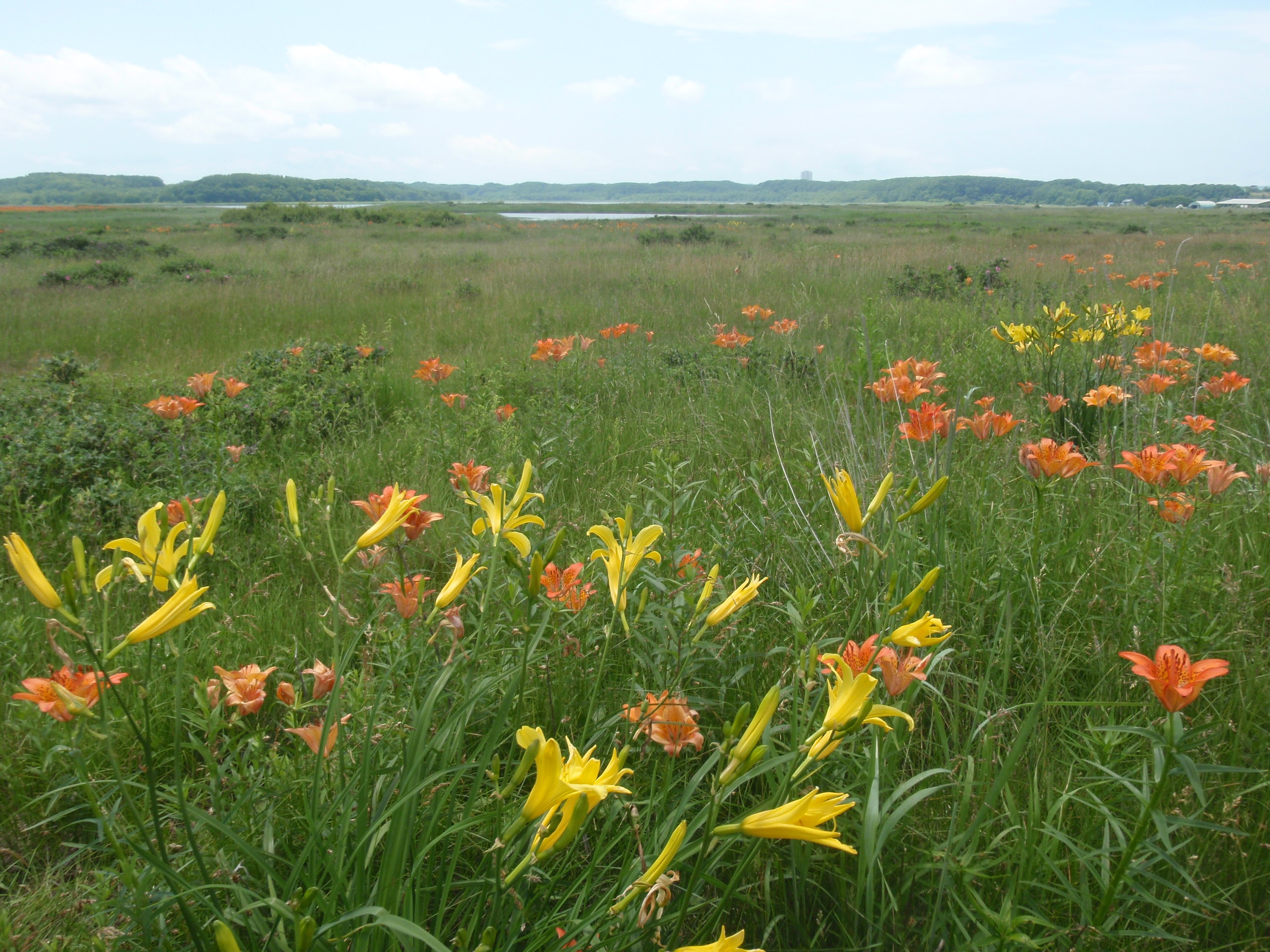
Lilium pensylvanicum (orange) und Hemerocallis esculenta (gelb) im Koshimizu-Blumengarten mit dem Tōfutsu-See im Hintergrund
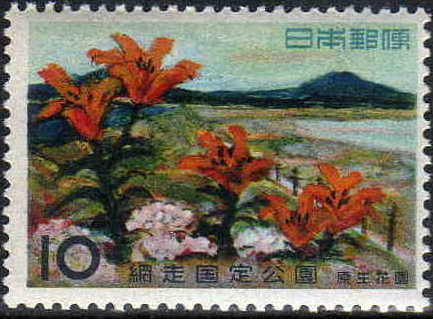
Briefmarke des Abashiri-Quasi-Nationalparks